# Rewitalizacja

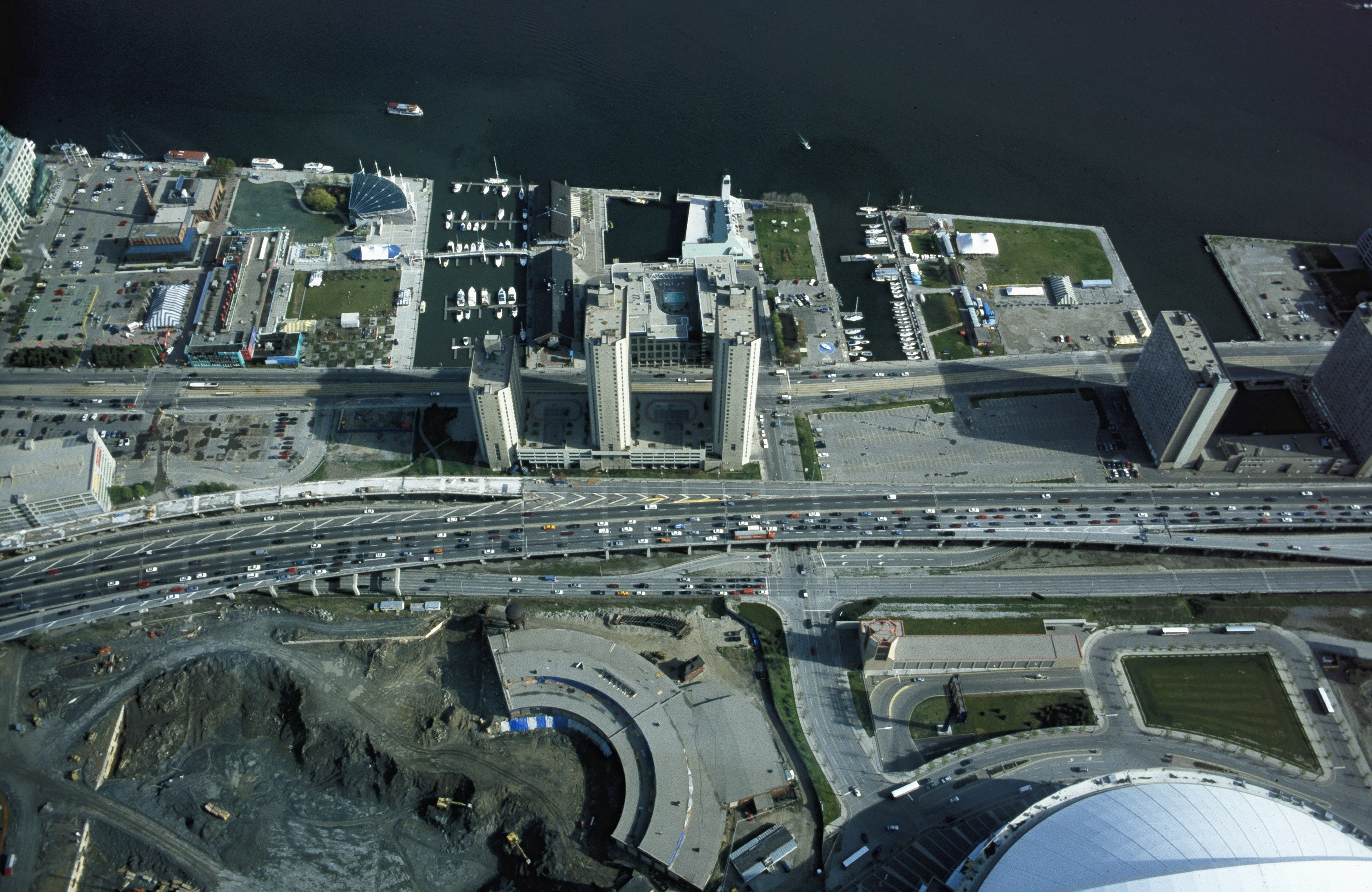
Przykład rewitalizacji – nabrzeże w Toronto (Kanada), rewitalizowane od 2001.

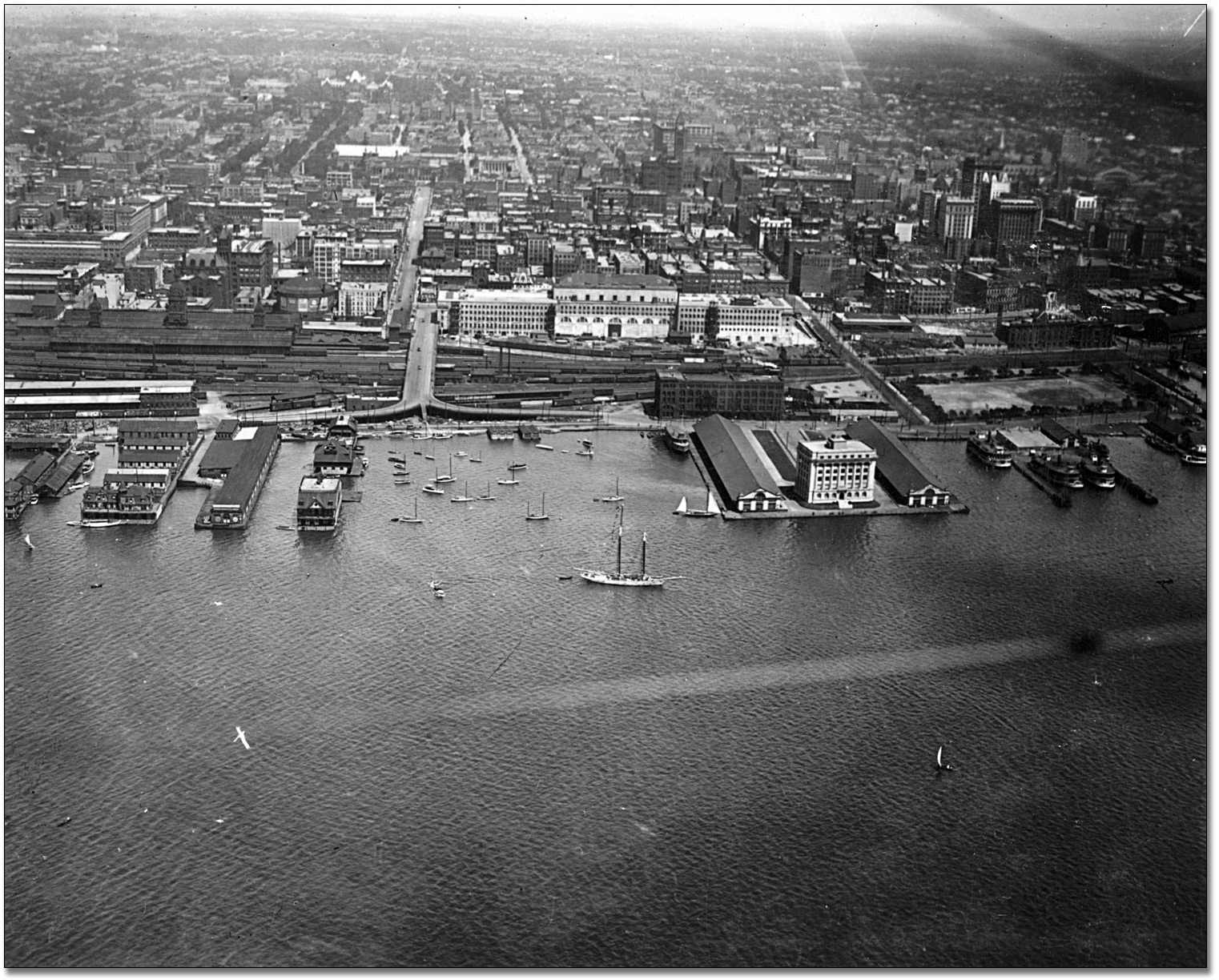
Nabrzeże w Toronto jako punkt przeładunku towarów (1919)

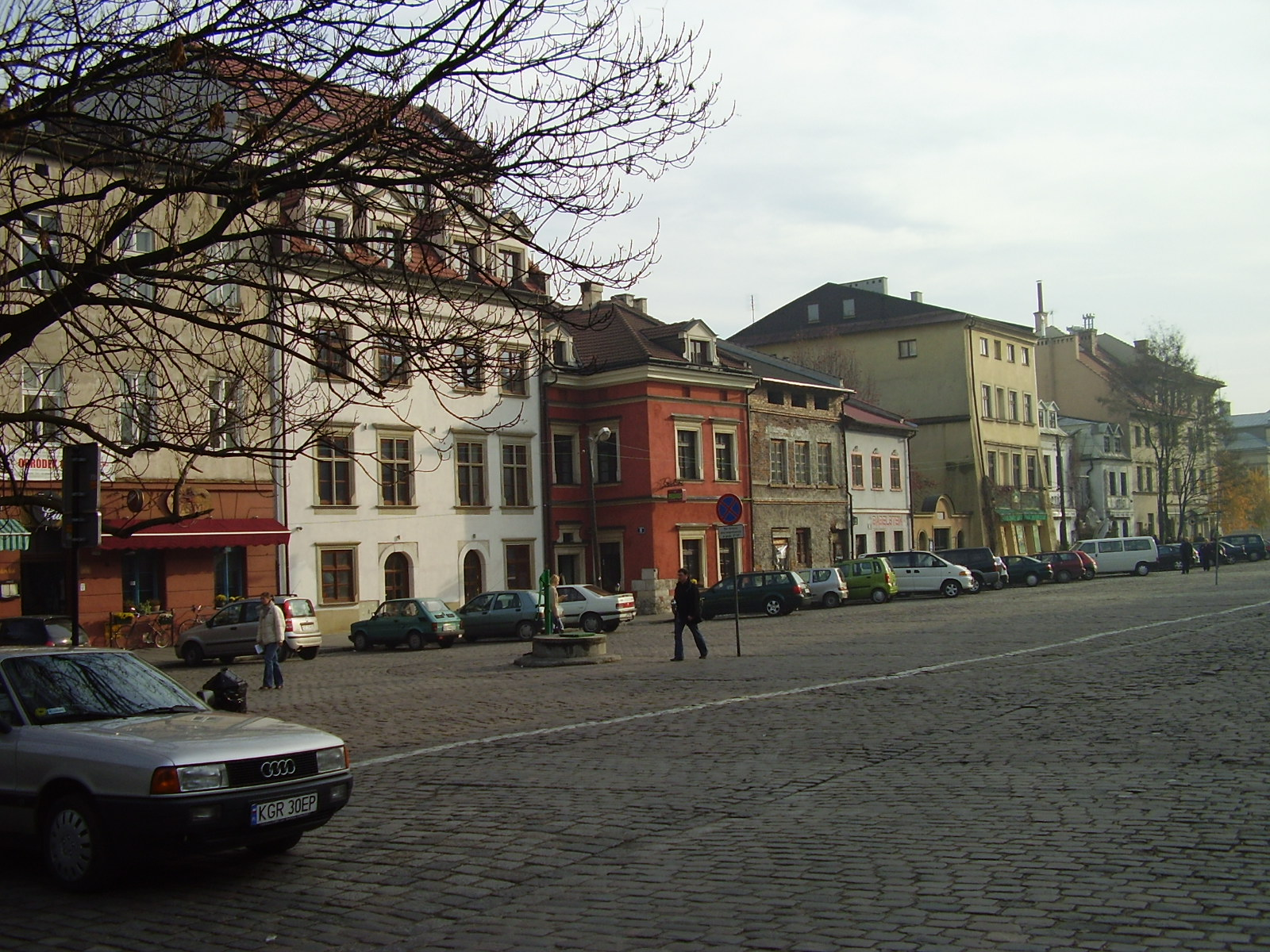
Dzielnica Kazimierz w Krakowie – rewitalizacja zabytkowego zespołu miejskiego podjęta w 1995 roku.

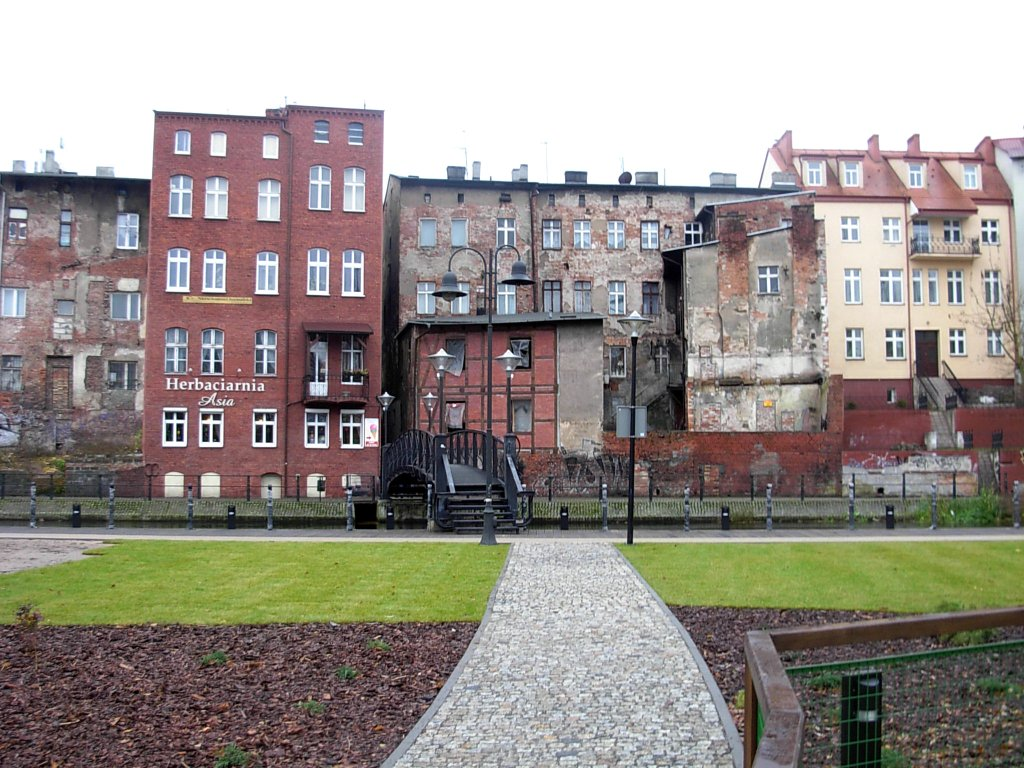
Wyspa Młyńska w Bydgoszczy – proces rewitalizacji w trakcie trwania (2006), podjęty w 2004.

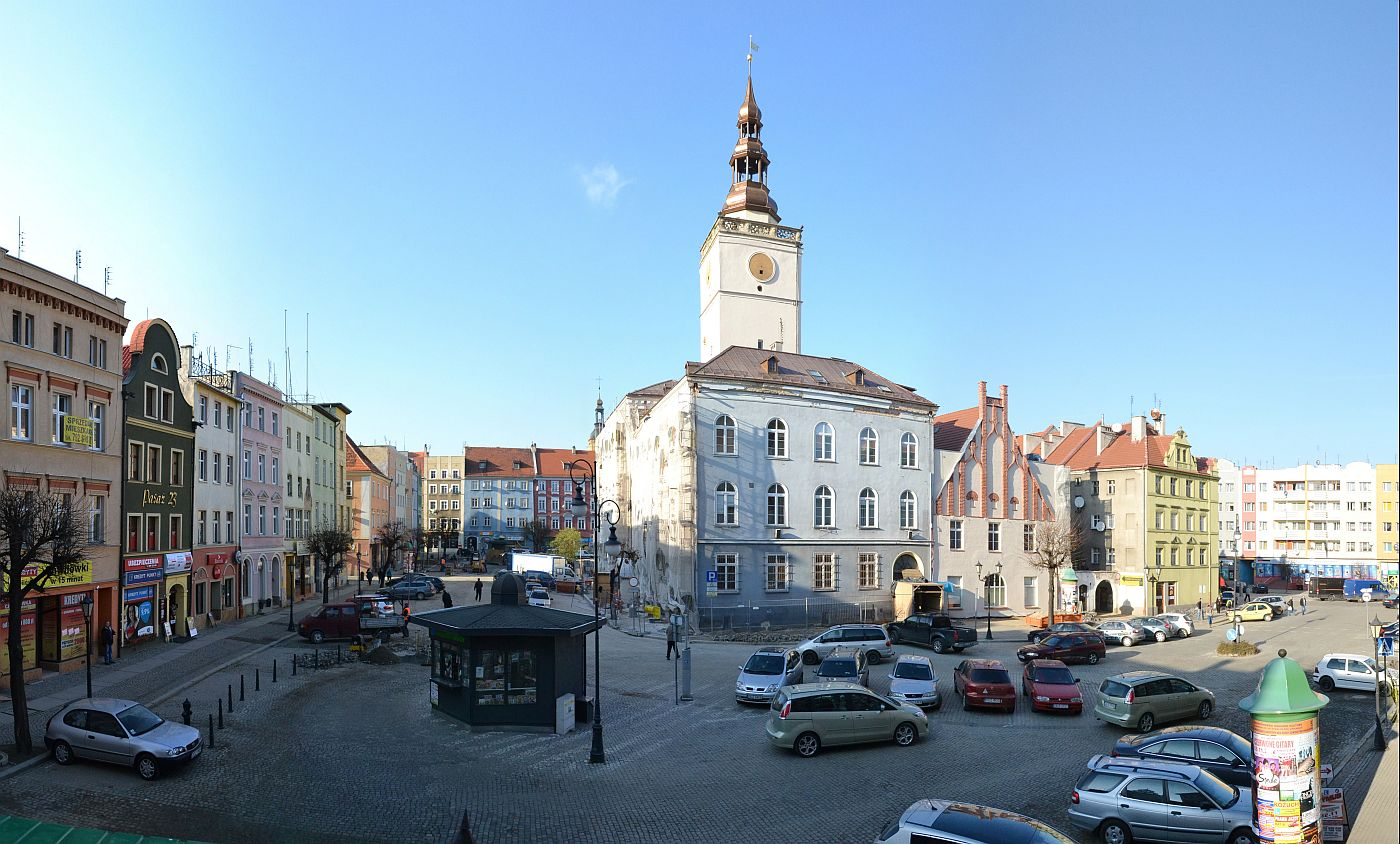
Rewitalizacja Starego Miasta w Dzierżoniowie

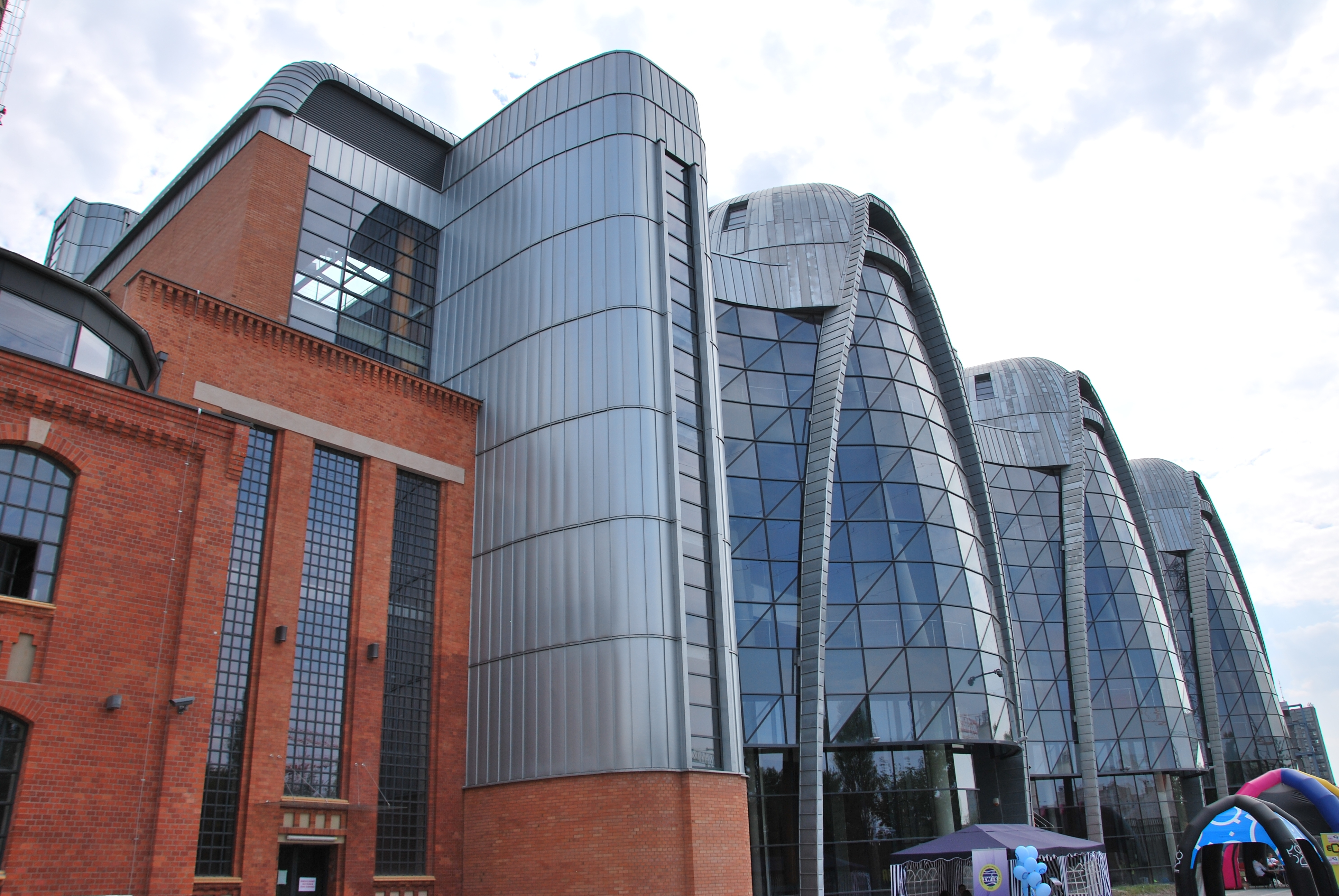
EC1 Łódź – rewitalizacja zabytkowej elektrociepłowni na terenie Nowego Centrum Łodzi

Rewitalizacja (łac. re- + vita – dosłownie: „przywrócenie do życia, ożywienie”, ang. revitalization, urban renewal, urban redevelopment, gentrification) – zespół działań urbanistycznych i planistycznych, koordynowanych przez lokalną administrację samorządową, których celem jest społeczne, architektoniczne, planistyczne i ekonomiczne korzystne przekształcenie wyodrębnionego obszaru gminy będącego w stanie kryzysu wynikającego z czynników ekonomicznych i społecznych. Niektóre programy rewitalizacyjne nakierowane są na ożywienie zdegradowanych obszarów miast które utraciły swoją pierwotną funkcję, np. poprzemysłowych; celem wówczas jest znalezienie dla nich nowego zastosowania i doprowadzenie do stanu, w którym obszary zmieniają swoją funkcję.

## Definicja pojęcia
Rewitalizacja stanowi proces wyprowadzania ze stanu kryzysowego obszarów zdegradowanych, prowadzony w sposób kompleksowy, poprzez zintegrowane działania na rzecz lokalnej społeczności, przestrzeni i gospodarki, skoncentrowane terytorialnie, prowadzone przez interesariuszy rewitalizacji na podstawie gminnego programu rewitalizacji.
Ustawa o rewitalizacji z dn. 9 października 2015 stanowi, że działaniom rewitalizacyjnym może zostać poddany obszar gminy znajdujący się w stanie kryzysowym z powodu koncentracji negatywnych zjawisk społecznych, w szczególności bezrobocia, ubóstwa, przestępczości, niskiego poziomu edukacji lub kapitału społecznego, a także niewystarczającego poziomu uczestnictwa w życiu publicznym i kulturalnym, w przypadku występowania na nim ponadto negatywnych zjawisk w sferze gospodarczej, środowiskowej, przestrzenno-funkcjonalnej lub technicznej.
W języku polskim pojęcie rewitalizacji nadużywane bywa jako nazwa wszelkich remontów, adaptacji, modernizacji itd. Tymczasem pojęcie to odnosi się do działań podejmowanych w dużej skali (dzielnica, część miasta) i w odniesieniu do wielu płaszczyzn funkcjonowania przestrzeni miejskiej (architektonicznej, społecznej, ekonomicznej, kulturowej itp). Dlatego błędem jest określanie mianem rewitalizacji np. przebudowy lub adaptacji pojedynczego budynku, lub remontu części miasta (placu, ulicy) mającej wyłącznie charakter budowlany, nawet jeśli przyjmowane jest założenie, że same działania budowlane mogą przynieść wielopłaszczyznowe skutki. Rewitalizacja mylona jest z pojęciami takimi jak: remont, modernizacja, rewaloryzacja, adaptacja, konserwacja, restauracja, rekultywacja. Są to działania, które mogą składać się na rewitalizację, lecz jej nie zastępują.
Pierwsze projekty rewitalizacji realizowane były w Europie i USA od II poł XIX wieku. Wśród nich można wymienić takie jak:
- Wielka przebudowa Paryża w latach 1852–1870 zrealizowana przez Haussmanna. W jej ramach wyburzono średniowieczną zabudowę, wytyczono nową siatkę szerokich ulic, placów, parków i bulwarów.
- Projekty rewitalizacji w Wielkiej Brytanii w dzielnicach robotniczych pod koniec XIX w. Często inwestycje realizowane były w formule filantropijnej, tak jak fundowane w dużej części przez George’a Peabody’ego projekty, które zmieniły charakter dzielnicy Westminster (1862–1882).
- Burnham Plan of Chicago(inne języki) Daniela Burnhama(inne języki) z 1909 roku (zrealizowany tylko w niewielkiej części).

W warunkach amerykańskich od lat 60. pojęcie to odnosiło się głównie do działań podejmowanych przez lokalną administrację ze współpracy z prywatnymi firmami, które na celu miały ekonomiczne ożywienie miejskiej dzielnicy, i powiększenie uzyskiwanego z niej dochodu. Sztandatowym przykładem takiego projektu, który zakończył się dużym sukcesem jest rewitalizacja Pittsburgha. Jej inicjatorem był multimilioner Richard King Mellon. Przebudowa w latach 50. i 60. centrum najbrudniejszego miasta w USA jest uważana za jedną z modelowych rewitalizacji. 
W ostatnich dziesięcioleciach pojęcie rewitalizacji zaczęto rozumieć szerzej, uwzględniając działania mające na celu ochronę wartości kulturowych i materialnych zabytków. Obecnie działania rewitalizacyjne rozumiane są jako działania prowadzące do poprawy jakości życia mieszkańców obszaru rewitalizowanego, w tym walki z wykluczeniem społecznym i mające na celu odzyskania przez słabsze grupy społeczne zdolności do ich reintegracji na rynku pracy i uczestnictwa w sferze konsumpcji, kultury i rekreacji.
Istotną sprawą w trakcie realizacji programów rewitalizacji jest pozyskanie partnerów społecznych – organizacji pozarządowych realizujących działania należące do sfery społecznej procesu rewitalizacji. Partnerzy tacy poszukiwani są przez podmioty realizujące proces wśród organizacji już istniejących. W przypadku słabości takich na obszarze rewitalizowanym bądź nawet ich braku podejmowane są działania zmierzające do ich kreacji. Podejmowane środki przeznaczone na realizację działań rewitalizacyjnych nie mogą być odseparowane od użytkowników przekształcanego terenu, którzy świadomi zmian zachodzących w ich otoczeniu muszą być włączani w ciąg przemian, których celem jest nie tylko zagospodarowanie obszaru będącego polem działań, ale jak już wspomniano, aktywizacja społeczności lokalnych, dzięki której poprzez kontakt z nimi (a co za tym idzie, zdobywanie informacji nt. potrzeb) następuje poprawa jakości korzystania z przestrzeni.
Zgodnie z art. 52 Ustawy o rewitalizacji do 31 grudnia 2023 roku możliwe jest posiadanie przez gminy zarówno lokalnych programów rewitalizacji, jak i gminnych programów rewitalizacji, po tej dacie będzie można posługiwać się jedynie gminnymi programami rewitalizacji. Przyjęcie gminnego programu rewitalizacji pozwala korzystać ze specjalnych narzędzi prawnych wskazanych w ustawie, takich jak miejscowy plan rewitalizacji czy specjalna strefa rewitalizacji.

## Praktyka rewitalizacji
Rewitalizacja jest pojęciem stosowanym najczęściej w odniesieniu do części miasta lub zespołu obiektów budowlanych, które w wyniku przemian gospodarczych, społecznych, ekonomicznych i innych, utraciły częściowo swoją pierwotną funkcję i przeznaczenie. Rewitalizacja jest w tym znaczeniu zespołem działań z zakresu budownictwa, planowania przestrzennego, ekonomii i polityki społecznej, których celem jest doprowadzenie do ożywienia, poprawy funkcjonalności, estetyki, wygody użytkowania i jakości życia w rewitalizowanym zespole.
Istnieje kilka grup problemów, na których skupia się rewitalizacja miast we współczesnej Polsce:
- Ożywienie opustoszałych śródmieść, które utraciły swoją rolę jako centra handlowe miast.
- Poprawa jakości życia i odtworzenie więzi społecznych w wielkich osiedlach – „blokowiskach”.
- Zagospodarowanie terenów poprzemysłowych lub opuszczonych przez wojsko.

Pierwsze większe działania rewitalizacyjne podjęto dzięki środkom Zintegrowanego Programu Operacyjnego Rozwoju Regionalnego 2004-2006. Szczegółowe rozwiązania opracowywane były kompleksowo w tzw. „lokalnych programach rewitalizacji”, przygotowywanych przez władze lokalne w oparciu o wytyczne Narodowego Planu Rozwoju 2004-2006. W ramach tych działań podpisano łącznie 222 umowy na kwotę dofinansowania w wysokości 434,5 mln zł.
Przykładami miast w Polsce, które opracowały Lokalny Program Rewitalizacji są: Bydgoszcz, Poznań, Gdańsk, Łódź, Kraków, Żyrardów, Bielsko-Biała, Elbląg, Głogów, Słupsk, Kołobrzeg, Radom, warszawska Praga-Północ, Węgrów, Szczecin, Wolin i Zamość.
W dużo większej skali projekty rewitalizacyjne finansowane ze środków europejskich zostały uwzględnione w okresie programowania 2007-2013. W Regionalnych Programach Operacyjnych na zintegrowane projekty na rzecz rewitalizacji obszarów miejskich i wiejskich, przeznaczono prawie 4,3 mld zł (w 15 z 16 RPO zaplanowano działania ukierunkowane na rewitalizację, wyjątkiem jest RPO województwa podlaskiego). Podstawę programową dla tych projektów stanowiły Narodowe Strategiczne Ramy Odniesienia 2007-2013, w których szczególnie podkreśla się połączenie działań technicznych z rozwojem gospodarczym i społecznym, w oparciu o kompleksowe plany rozwoju miast.
Do większych projektów zrealizowanych w tym okresie należą:
- rewitalizacja obszaru powojskowego przy Al. Niepodległości w Poznaniu poprzez budowę części dydaktycznej Wydziału Prawa i Administracji UAM, etap I inwestycji został wyceniony na ponad 11 mln zł, z czego dofinansowanie z UE wyniosło ok. 5,3 mln zł;
- budowa kładki pieszo-rowerowej przez Wisłę „Kazimierz-Podgórze” na odcinku pomiędzy mostami Piłsudskiego i Powstańców Śląskich, wartość inwestycji wyniosła ok. 5,7 mln zł, w tym dofinansowanie z UE prawie 2 mln zł,
- budowa ul. Głogowskiego w Głogowie w celu poprawy dostępności do strefy aktywności gospodarczej oraz nowych terenów inwestycyjnych o wartości 4,4 mln zł, w tym z UE ok. 1,8 mln zł,
- kompleksowe zagospodarowanie przestrzeni publicznej w centrum wsi Złockie (gmina Muszyna) zgodnie z funkcją turystyczno-uzdrowiskową, wartość projektu wyniosła prawie 4 mln zł, z czego dofinansowanie z UE ok. 2,8 mln zł,
- rewitalizacja Osiedla Północ w Staszowie o całkowitej wartości ok. 2,7 mln zł, w tym 1,6 mln zł z UE,
- rewitalizacja miasta Trzebinia, polegająca w etapie I na przebudowie płyty rynku wraz z budową parkingu oraz renowacji gminnych budynków w centrum miasta, pierwsza część inwestycji oszacowana została na 2,7 mln zł, z czego ponad 1 mln zł pochodził z UE.
- rewitalizacja osiedla Księży Młyn w Łodzi, pierwszy etap, w skład którego weszły m.in. wymiana infrastruktury podziemnej (sieć wodociągowa, ciepłownicza, kanalizacja, odwodnienie), remont trzech budynków, nasadzenia drzew i krzewów, uporządkowanie przestrzeni publicznej i odtworzenie historycznej nawierzchni; prace kosztowały 5,5 mln[11].

W obecnym okresie programowania działania rewitalizacyjne realizowane będą przede wszystkim poprzez Regionalne Programy Operacyjne poszczególnych województw. Ewentualne źródła finansowania na poziomie krajowym wskaże Narodowy Plan Rewitalizacji, którego założenia zostały opublikowane w lutym 2014 roku.
W lipcu 2014 rozpoczął się pilotażowy program rewitalizacji realizowany na zlecenie Ministerstwa Infrastruktury i Rozwoju przez miasto Łódź, którego celem jest przygotowanie miasta do procesu rewitalizacji i wypracowanie modelowych rozwiązań możliwych do zastosowania w innych miastach. Na obszarze Nowego Centrum Łodzi poza przebudową dworca Łódź Fabryczna, w ramach projektu EC1 Łódź – Miasto Kultury, w zrewitalizowanym budynku EC1 Zachód zostanie uruchomione Centrum Nauki i Techniki EC1 (styczeń 2018), a we wschodniej części kompleksu powstało największe w Polsce Planetarium EC1 otwarte w styczniu 2016 roku.
W marcu 2016 roku rozstrzygnięto konkurs Modelowa Rewitalizacja Miast, w ramach którego 20 miast realizować będzie pilotażowe programy rewitalizacji podobne do łódzkiego.

## Studia na kierunku Rewitalizacja miast
W semestrze zimowym 2017/2018 po raz pierwszy w Polsce na dwóch uczelniach łódzkich (Uniwersytecie i Politechnice) utworzono nowy kierunek studiów II stopnia (2,5 roku) – Rewitalizacja miast.
Przewidziane specjalizacje to profil ekonomiczno-gospodarczy albo społeczno-partycypacyjny na Uniwersytecie i specjalizacja architektoniczno-budowlana na Politechnice.

## Forum rewitalizacji
Organizacją pozwalającą wymieniać doświadczenia dotyczące rewitalizacji jest Stowarzyszenie „Forum Rewitalizacji” mające siedzibę w Krakowie. Stowarzyszenie skupia najbardziej aktywne samorządy, organizacje i osoby. Organizuje konferencje i szkolenia dla podmiotów realizujących Lokalne Programy Rewitalizacji.